# Damara
A Damara egy magyar könnyűzenei együttes, amely 2020-ban alakult Budapesten és 2025 februárjában oszlott fel. Leginkább az alternatív rockhoz sorolhatók, zenéjük az indie pop, jazz-funk, pop-rock és szintipop stílusoknak az idővel változó keveredéséből áll össze.
A zenekar tagjaira jelentős hatással volt a 70-es, 80-as és 2000-es évek több nagy zenésze és együttese. 

## Története
Az együttes dalszerző énekesnője, Agata Angilella 15 éves korában kezdett el dalokat írni melyeket kisebb klubokban, akusztikus gitárral, önállóan adott elő. 2018-ban amikor eldöntötte, hogy a zenével szerete foglalkozni, a Premier Művészeti Szakgimnáziumba felvételizett, és belecsöppent a zeneipar legmélyébe. Ekkor ismerte meg a Carson Coma tagjait is, akik felkértek vokalistának és egy évig dolgozott velük. Közben fokozatosan kötött új ismertségeket a Bartók Béla Zeneművészeti és Hangszerészképző Gyakorló Szakgimnázium zenész diákjaival is. Fokozatosan összeált a csapat, amely elsősorban egy baráti társaság volt, majd végül elkezdtek közösen alkotni.
Az együttes fiatal kora ellenére hamar elhelyezkedett a zenei palettán, olyan szinten, hogy első koncertjük – melyre a Covid19-pandémia miatt csak 2020 októberében került sor – telt házas lett. A zenekar ekkor a régi Dürer Kertben lépett fel a Sezlony és a Verőköltő társaságában.
A zenekar 2021-ben a Kobuci Kertben játszott júniusban, majd felléptek a Carson Coma előzenekaraként a MONYO Landen, zenéltek a Központ Bisztróban a Garázsszerda keretében, játszottak Hódmezővásárhelyen a Bessenyei Ferenc Művelődési Központban és lehetőséget kaptak a PONTOON-on való fellépésre is. A fesztiválok közül a Kolorádó Fesztiválon, az UbikEklektik-en, az Ördögkatlan Fesztiválon és a Gólem Fesztiválon is játszottak. Mindezek mellett meghívást kaptak a Petőfi TV Én vagyok te című műsorába, így az elsők közt énekelhették fel más együttesek dalait. Egyik legnagyobb elismerésüknek tartják, hogy a Szabad a színpad tehetségkutató különdíjasai lettek 2021 novemberében.
A zenekar első stúdiófelvétele, 2021 elején debütált, Neked címmel melynek felvételét és utómunkáját Dióssy D. Ákos (Kispál és a Borz) végezte. Az év februárban pedig klip is készült a dalhoz Komróczki Diána rendezésében.
A zenekar első nagylemeze Keresem a helyem címmel 2021. december 20-án jelent meg, melyet 2022. január 20-án mutattak be a Turbina Kulturális Központban, a Pandóra Projekt előzenekaraként.
2022. február 19-én Barba Negra-ban a Péterfy Bori & Love Band vendégzenekaraként léptek fel.
2022 júniusában megjelent a második nagylemez előzetesének szánt klipjük a Hülyegyerek című számhoz, amelyet a táncolható olasz szintipop hangzás jellemez. Második nagylemezük 2023. január 20-án jelent meg Fény és Boogie címmel, melynek bemutatójára 2023. február 25-én került sor Budapesten a Akvárium Klub-ban.
2024. április 29-én megjelent a harmadik nagylemezük Még nyitva az ég címmel.
2024. december 4-én bejelentették a zenekar feloszlását. A búcsú koncertjüket 2025. február 21-én a Turbina Kulturális Központban tartották.

## Tagok
- Agata Angilella – ének
- Szántó Marcell – szólógitár
- Kalmár Botond László – billentyűs hangszerek
- Csányi Mihály – basszusgitár
- Mónus Marcell – dobok

## Diszkográfia

### Stúdióalbumok
- Keresem a helyem (2021)
- Fény és Boogie (2023)
- Még nyitva az ég (2024)

### Kislemezek
| Év   | Dal         | Album            |
| ---- | ----------- | ---------------- |
| 2021 | Neked       | Keresem a helyem |
| 2022 | Hülyegyerek | Fény és Boogie   |
| 2022 | Viszlát     | Fény és Boogie   |
| 2023 | Rendszered  | Még nyitva az ég |
| 2024 | csanyi.wav  | Még nyitva az ég |
| 2024 | Elbújtál    | Még nyitva az ég |

### Videoklipek
| # | Év   | Dal             | Stúdióalbum      | Rendező         |
| - | ---- | --------------- | ---------------- | --------------- |
| 1 | 2021 | Neked           | Keresem a helyem | Komróczki Diána |
| 2 | 2022 | Körút           | Keresem a helyem | ?               |
| 3 | 2022 | Hülyegyerek     | Fény és Boogie   | Kizlinger Lilla |
| 4 | 2023 | Mi ez az egész? | Fény és Boogie   | Fazakas Lőrinc  |
| 5 | 2023 | Rendszered      | Még nyitva az ég | Fazakas Lőrinc  |
| 6 | 2024 | csanyi.wav      | Még nyitva az ég | ?               |

## Díjak és elismerések
- Szabad A Színpad! - könnyűzenei tehetségkutató verseny, különdíj (2021)
- NKA Hangfoglaló Könnyűzene Támogató Program (2021)